# De Kinkhorst
De Kinkhorst is een voormalig kasteel in de Nederlandse gemeente Meppel. Het kasteel is gebouwd in 1509 door Roelof van Munster, drost van Drenthe en heer van Ruinen. In 1512 werd het gedeeltelijk verwoest. Tien jaar later werd De Kinkhorst herbouwd door Karel van Gelre.
Kasteel De Kinkhorst was een strategisch steunpunt tijdens de Gelderse Oorlogen (1502-1543). Op 15 augustus 1536 werd Karel van Gelre in de Slag bij Heiligerlee verslagen door Georg Schenck van Toutenburg de veldheer van Karel V. Een neef van Karel van Gelre, Hendrik van Barneveld bijgenaamd “magere Hein”, was al sinds 1523 de schulte van Meppel. Hij had het bevel over de Kinkhorst en hij gaf zich niet zomaar gewonnen. 
Op 3 december 1536 werd na een beleg van drie maanden kasteel De Kinkhorst ingenomen. Aan dit beleg herinneren nog enkele kogels, ingemetseld in de muur van de Hervormde kerk van Meppel.
Tijdens de Tachtigjarige Oorlog, in 1580, werd het kasteel ingenomen door de Spaanse troepen en vanaf dat moment verviel het kasteel. Tot in de 18e eeuw heeft hier een ruïne gestaan.
Resten van het kasteel zijn teruggevonden in 2002 tijdens de bouw van een appartementencomplex aan de Prins Hendrikkade in Meppel.
Huis te Ansen · Batinge · Ter Borch · Huis ten Clooster · Kasteel van Coevorden · Dunningen · Huis te Echten · Entinge · Huis ter Hansouwe · Havixhorst · De Kinkhorst · De Klencke · Laarwoud · Lemferdinge · Mensinga · Mensinge · Oldengaerde · Oldenhave · Overcinge · Huis te Peize · Rheebruggen · Huis te Westervelde · Vledderinge · Westrup · Wittesheuvel